# Clusia pilgeriana
Clusia pilgeriana là một loài thực vật có hoa trong họ Bứa. Loài này được Mansf. mô tả khoa học đầu tiên năm 1924.